# Giro delle Fiandre 1920
Il Giro delle Fiandre 1920, quarta edizione della corsa, fu disputato il 21 marzo 1920 per un percorso di 248 km. Fu vinto dal belga Jules Van Hevel, al traguardo in 9h30'00" alla media di 26,105 km/h, davanti ai connazionali Albert Dejonghe e Fons Van Hecke.
Dei 114 ciclisti alla partenza furono 27 coloro che tagliarono il traguardo.

## Ordine d'arrivo (Top 10)
| Pos. | Corridore             | Squadra       | Tempo    |
| ---- | --------------------- | ------------- | -------- |
| 1    | Jules Van Hevel       | -             | 9h30'00" |
| 2    | Albert Dejonghe       | -             | s.t.     |
| 3    | Fons Van Hecke        | -             | a 1'00"  |
| 4    | Émile Masson Sr.      | Alcyon-Dunlop | a 11'00" |
| 5    | Louis Mottiat         | La Sportive   | s.t.     |
| 6    | Henri Burghraeve      | -             | a 18'00" |
| 7    | Arthur Van Branthegem | -             | s.t.     |
| 8    | Urbain Anseeuw        | La Sportive   | s.t.     |
| 9    | Louis Budts           | -             | s.t.     |
| 10   | Isidoor Mechant       | -             | a 19'30" |